# 우태
우태(優台)는 백제 건국신화에 나오는 인물이다. 부여(扶餘)의 2대 국왕인 해부루(解扶婁)의 서손이다. 졸본(卒本) 사람인 연타발(延陀勃)의 딸 소서노(召西奴)와 결혼하여 비류(沸流)와 온조왕(溫祚王)을 낳았다고 한다.

## 개요
백제의 건국시조인 비류(沸流)와 온조(溫祚) 형제의 아버지이다.
비류 백제 신화에 따르면, 북부여의 왕인 해부루(解扶婁)의 서손(庶孫)으로, 동명성왕의 먼 친척이다. 졸본(卒本)사람 연타발(延陁勃)의 딸 소서노(召西奴)와 결혼하여 비류·온조 형제를 얻었다고 한다.
반대로, 온조백제 신화에 따르면 , 비류와 온조를 고구려의 시조 주몽(朱蒙)의 아들로 전하고 있다.

## 견해
비류, 온조 신화의 모순으로 비류를 우태의 아들로, 온조를 주몽의 아들로 해석하려는 견해가 있다.
《주서》·《수서》 등에 보이는 백제시조 구태(仇台)를 이 우태와 동일 인물로 보는 견해도 있다.
갈사부여가 망하고, 갈사왕의 손자 도두(都頭)가 고구려 태조대왕에 귀부하고 우대(于臺 혹은 優臺, 우태(于台)라고도 함)라는 벼슬을 받았는데, 정황적으로 우태(優台)라는 설도 있다.
현재 정설로 인정받고 가장 많이 알려진 시조 온조설에 따르면 다음과 같다.
동명성왕이 졸본에 정착하여 졸본 부여왕의 둘째 딸과 결혼하여 두 아들을 낳았는데 형은 비류로, 동생은 온조로 이름 지어졌다. 이후 동명성왕이 고구려를 건국하고 비류와 온조는 왕위에 오르는 가장 유력한 순위에 있었다. 그러나 어느 날 비류와 온조를 얻기 이전에 동명성왕과 북부여의 예씨 사이에서 태어난 유리가 고구려에 찾아오자 동명성왕이 반겼다. 게다가 동명성왕은 첫째 아들인 유리를 태자로 임명하자, 비류와 온조 형제는 후일이 두려워 남쪽으로 내려가 새로운 땅을 찾아 나서게 되었다.

## 가계
- 부왕 : 해부루왕(解扶婁王) 북부여(北夫餘)의 서손이다.
- 모후 : 미상
  - 태자 : 우태(優台)
  - 부인 : 소서노(召西奴, 기원전 66년[1]~기원전 6년)
    - 장남 : 비류(沸流 ? ~18) 재위: 19~18
    - 차남 : 온조왕(溫祚王, ? ~28, 재위:18~28)

## 우태가 등장하는 작품
- 《주몽》(MBC, 2006년~2007년, 배우:정호빈)

## 같이 보기
- 갈사부여
- 구태
- 시조 구태설
- 고이왕